# Ibid.

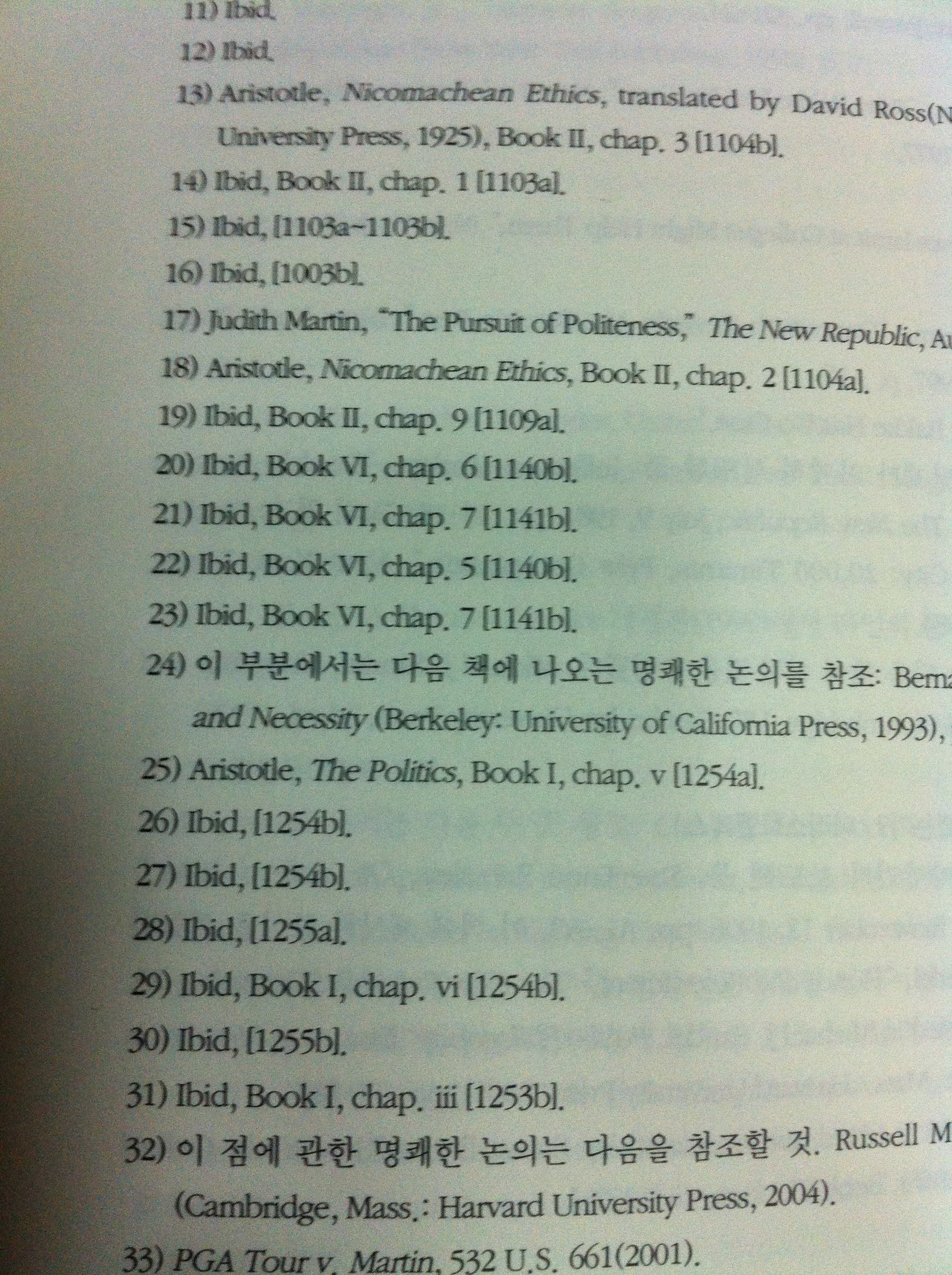
마이클 샌델의 《정의란 무엇인가》 한국어판 386쪽에 쓰인 "Ibid."의 예시

Ibid.는 라틴어 "ibidem"(같은 자리에서)의 축약어로서 미주나 각주에서 동일한 문헌을 연속해서 재인용할 때 사용하는 용어이다. 한국어 표현으로 위의 책, 상게서, 같은 책으로 쓰이기도 한다. 라틴어의 의미상 바로 앞의 문헌을 지칭하는 말이므로 연속해서 같은 문헌을 인용하지 않고 중간에 다른 문헌을 인용한다면 이 용어를 사용해서는 안 된다. 이 때는 "op. cit."(앞의 책, 전게서)를 사용해야 한다.
튜레비안 양식과 같은 방식은 각주나 미주에서 사용하지만 하버드 스타일(이름-날짜)의 본문 내 인용에서도 바로 앞에 나온 서적을 지칭하기 위해 사용할 수 있다. 이때 "Ibid."가 지칭하는 문헌은 같은 문단이나 쪽에서 명확히 확인할 수 있어야 한다.
축약어이기 때문에 마지막에 마침표를 찍어야 한다. 영미권에서는 라틴어이기 때문에 이탤릭체로 쓰는 것이 보통이었으나, "Ibid."가 일반적 용어로 통용됨에 따라 이제는 많은 학술 서적에서 이탤릭체 없이 쓰는 것을 선호한다.

## 예시
[1] Immanuel Kant, Groundwork for the Metaphysics of Morals (1785), translated by H. J. Paton (New York: Harper Torchbooks, 1964), p. 442.
[2] Ibid.
[3] Ibid., p. 394.
[4] Hubert B. Herring, "Discounts for Honesty," New York Times, March 9, 1997.
[5] Kant, Groundwork, p. 398.
[6] Ibid.

주2는 주1과 정확히 같은 문헌(Immanuel Kant, Groundwork for the Metaphysics of Morals(1785), translated by H. J. Paton (New York: Harper Torchbooks, 1964), p. 442.)을 가리킨다. 주3은 같은 문헌의 다른 쪽을 가리킨다. 주4에서 다른 문헌을 인용했기 때문에, 주5에서는 "Ibid."라는 표현을 쓰지 않았다. 주6은 다시 칸트의 책을 가리킨다.

## 같이 보기
- 인용